# Rogoźnica (Pologne)
Pour les articles homonymes, voir Rogoźnica.
Rogoźnica (en allemand Groß Rosen) est un village polonais situé dans la voïvodie de Basse-Silésie.

## Histoire
De 1742 à 1945, Groß Rosen fait partie de l'arrondissement de Striegau puis à partir de 1932, de l'arrondissement de Schweidnitz dans le district de Breslau au sein de la province de Silésie.
En mars 1941, les nationaux-socialistes établissent près du village le camp de concentration de Gross-Rosen, sur la ligne de chemins de fer, à mi chemin des villes de Strzegom et de Jawor.